# Racing Bulls F1 Team
La Racing Bulls F1 Team, nota dal 2006 al 2019 come Scuderia Toro Rosso e dal 2020 al 2023 come Scuderia AlphaTauri, è una squadra corse italiana di Formula 1 con sede a Faenza, erede della Minardi dopo l'acquisto da parte dell'azienda austriaca Red Bull. Dal 2025 viene iscritta al campionato mondiale di Formula 1 con il nome di Visa Cash App Racing Bulls F1 Team, in base agli accordi di sponsorizzazione con le aziende statunitensi Visa e Cash App iniziati nel 2024.
Manager della squadra è il britannico Alan Permane. Dal febbraio 2006 al novembre 2008 l'ex pilota austriaco Gerhard Berger, amico di lunga data del patron della Red Bull Dietrich Mateschitz, e uno dei primi testimonial della bevanda energetica, è stato possessore del 50% delle quote della scuderia italiana.

## Storia

### Il periodo Toro Rosso (2006-2019)

#### Gli inizi con i motori Cosworth

##### 2006
Nell'anno di esordio 2006 la scuderia ha utilizzato le vetture Red Bull dell'anno precedente motorizzate con dei V10 Cosworth depotenziati, in rispetto delle nuove norme tecniche che prevedevano l'utilizzo di motori V8, schierando i piloti Vitantonio Liuzzi e Scott Speed, già collaudatori Red Bull, e riuscendo subito a cogliere un punto iridato, grazie all'ottavo posto di Liuzzi nel Gran Premio degli Stati Uniti ad Indianapolis, finendo nona nel campionato costruttori.

#### Collaborazione con Ferrari

##### 2007
Nella stagione 2007 la Toro Rosso ha montato motori Ferrari. Dopo una prima parte di stagione piuttosto deludente, a causa di problemi meccanici e di diversi errori dei piloti, Scott Speed è stato sostituito dal collaudatore BMW, Sebastian Vettel (già pilota del Red Bull Junior Team). Nel finale di stagione, si è assistito ad un concreto miglioramento delle prestazioni del team; nel Gran Premio del Giappone, Vettel ha occupato a lungo le prime posizioni prima di tamponare il pilota della Red Bull Mark Webber, mentre i primi punti iridati della stagione sono arrivati nel Gran Premio di Cina, con il quarto posto di Sebastian Vettel ed un altrettanto ottimo sesto posto con Vitantonio Liuzzi. Quest'ultimo ha dato vita a un duello negli ultimi 15 giri di gara con la più potente BMW Sauber di Nick Heidfeld per la sesta e settima posizione. Questi punti hanno valso alla scuderia il settimo posto nella classifica finale costruttori.

##### 2008: la vittoria di Vettel a Monza

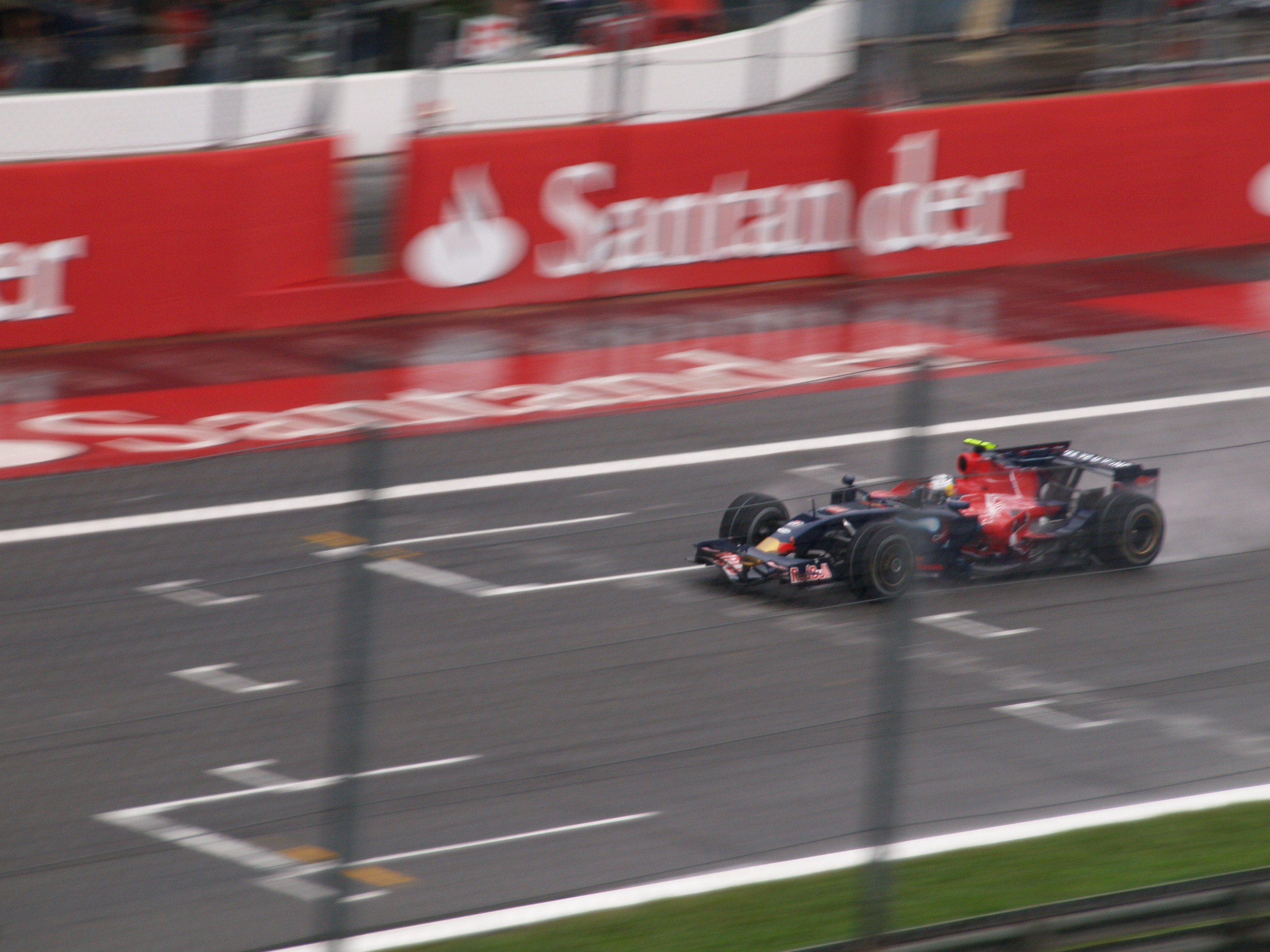
Sebastian Vettel al Gran Premio d'Italia 2008, dove ha ottenuto la prima storica vittoria per il team di Faenza partendo dalla pole position.

Per il 2008 la Toro Rosso ha confermato Sebastian Vettel come prima guida e Sébastien Bourdais, in sostituzione di Liuzzi, come seconda guida. La squadra si è presentata alle prime gare della stagione con il modello STR2B, adattamento della vettura dell'anno precedente, in attesa di mettere in pista la nuova STR3.
Bourdais ha conquistato i primi due punti iridati per la scuderia già al primo Gran Premio, arrivando 7º, pur essendosi ritirato a tre giri dal termine per problemi al motore. Durante la fase iniziale della stagione comunque la squadra non ha brillato: Vettel non ha visto la bandiera a scacchi fino al Gran Premio di Turchia, mentre anche Bourdais non ha ottenuto piazzamenti interessanti, ritirandosi ben tre volte nelle prime cinque gare.
Poco dopo l'inizio della stagione in Australia, era stato annunciato un importante cambiamento: la Scuderia Toro Rosso veniva messa in vendita dalla Red Bull. L'annuncio era stato dato da Dietrich Mateschitz il 20 marzo, e confermato anche da Gerhard Berger nello stesso giorno. Il motivo della vendita risiedeva nei cambi regolamentari, che non avrebbero permesso in futuro l'uso di vetture progettate da altri concorrenti, anche se risalenti a stagioni passate. Veniva così a cadere uno dei motivi di interesse per Red Bull nella proprietà di due squadre.
Le difficoltà del team sono proseguite con il sofferto esordio della STR3: le previsioni erano per un esordio della vettura al Gran Premio di Turchia, ma dopo i test aerodinamici condotti a Vairano in marzo, alla prima uscita su pista, il 16 aprile, la STR3 condotta da Bourdais, è finita distrutta in un grave incidente, da cui il pilota è uscito fortunatamente illeso. L'esordio è stato rimandato, così come i necessari test preliminari, che si sono riusciti finalmente ad effettuare a partire dal 14 maggio, sul tracciato del Paul Ricard, con entrambi i piloti titolari. Nonostante le difficoltà che la scelta ha comportato, la squadra ha deciso di far debuttare la STR3 al Gran Premio di Monaco, ottenendo un significativo 5º posto con Vettel. La stagione è continuata in crescendo, soprattutto grazie alle buone prestazioni di Vettel e alla potenza del motore Ferrari: il pilota tedesco ha ottenuto due ottavi posti in Canada e in Germania, un sesto posto nel veloce circuito cittadino di Valencia, ed un secondo quinto posto nel convulso Gran Premio del Belgio, stavolta raggiunto in zona punti dal compagno Bourdais, settimo.
Per garantire continuità al lavoro della squadra, all'inizio di settembre è stato annunciato il proseguimento del rapporto con Ferrari per la fornitura dei motori per la stagione 2009.
Il 14 settembre la Scuderia Toro Rosso ha ottenuto uno storico risultato: la prima vittoria in un Gran Premio della sua storia, grazie al giovane pilota Sebastian Vettel (che il giorno prima aveva conquistato la pole), nel Gran Premio d'Italia a Monza, in una gara caratterizzata, come già le qualifiche, dalla pioggia.
La parte terminale della stagione si è confermata ancora positiva con entrambi i piloti entrati nella Q3 sia in Cina che Brasile. Sebastian Vettel ha marcato punti a Singapore (quinto), Giappone (sesto) e Brasile (quarto), mentre Bourdais nella gara del Fuji ha condotto per tre giri la gara, per la prima volta nella sua carriera in Formula 1.
Nella gara del Brasile Vettel, con un sorpasso a due soli giri dalla fine su Lewis Hamilton, aveva riaperto inaspettatamente il mondiale piloti: aveva infatti strappato al pilota britannico il quinto posto, posizione necessaria minima per il titolo. La scuderia chiude la stagione al sesto posto nel mondiale costruttori con 39 punti, suo miglior risultato eguagliato successivamente nel 2019 e nel 2021.

##### 2009
Il Patto della Concordia 2008 prevede che non sia più possibile cedere la proprietà intellettuale di una vettura ad altri team. Per tale ragione, Dietrich Mateschitz, ha posto in vendita la scuderia. L'imprenditore austriaco ha però garantito il sostegno alla scuderia faentina almeno fino al termine della stagione 2009. Gerhard Berger, co-titolare della scuderia ha inoltre ceduto le sue quote a Mateschitz. La coppia di piloti che avrebbero disputato la stagione 2009 era inizialmente incerta, con l'unica certezza il passaggio di Vettel alla Red Bull. Sia Takuma Satō, che Sébastien Buemi, Bruno Senna che lo stesso Sébastien Bourdais, furono in ballottaggio quali piloti titolari.
Il 9 gennaio Sébastien Buemi viene indicato come pilota ufficiale e al suo fianco successivamente viene confermato il pilota titolare 2008, Sébastien Bourdais. La nuova stagione inizia subito bene: nel Gran Premio d'Australia, che inaugura la stagione, l'esordiente Sébastien Buemi conclude con un ottimo 7º posto, mentre Bourdais, che al traguardo è 9º, grazie alla penalizzazione di Hamilton, è classificato 8º, conquistando 1 punto.
Dal Gran Premio d'Ungheria lo spagnolo Jaime Alguersuari sostituisce Sébastien Bourdais. Le prestazioni però sono poco competitive tranne che negli ultimi gran premi della stagione ove Buemi conquista per due volte l'accesso alla zona punti. La scuderia giunge al 10º e ultimo posto nella classifica costruttori, con soli 8 punti conquistati, in deciso calo rispetto alla stagione precedente.

##### 2010

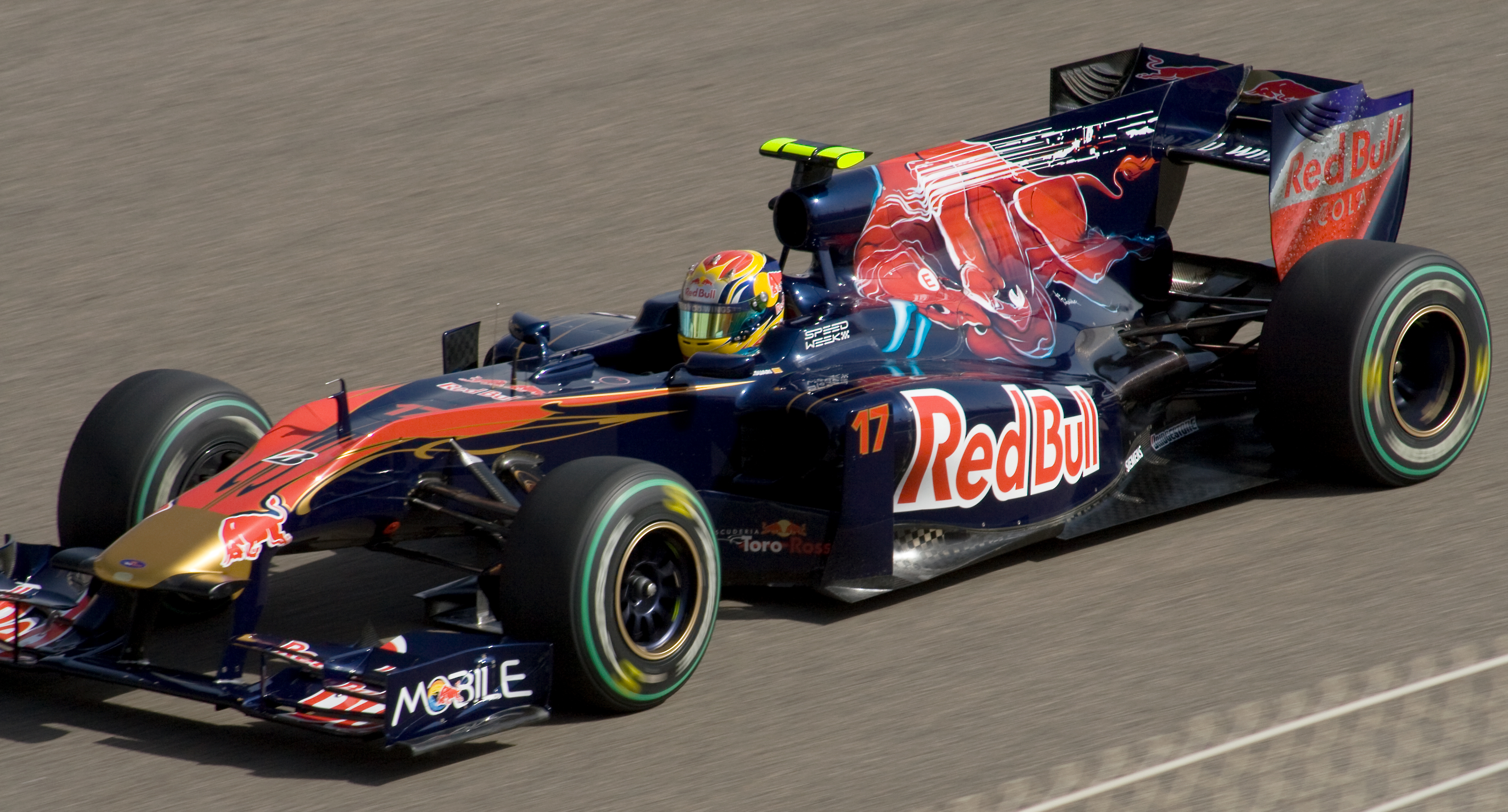
Alguersuari durante il Gran Premio del Bahrein 2010.

Sébastien Buemi e Jaime Alguersuari sono stati confermati quale piloti titolari dalla scuderia anche per la stagione 2010.
La nuova stagione però non si dimostra particolarmente positiva. Nelle prime 5 gare della stagione vengono raccolti 3 punti, tutti fatti segnare da Jaime Alguersuari. A Monaco Buemi fa segnare il suo primo punto stagionale, complice la penalizzazione di Michael Schumacher. In Canada Buemi guida per un giro la gara, per la prima volta in carriera, exploit che la scuderia non raggiungeva dal Gran Premio del Giappone 2008.
Nella seconda parte della stagione gli arrivi a punti sono rari, tanto che la scuderia chiude nona, davanti solo alle tre case neoentrate in F1, con 13 punti totali.

##### 2011

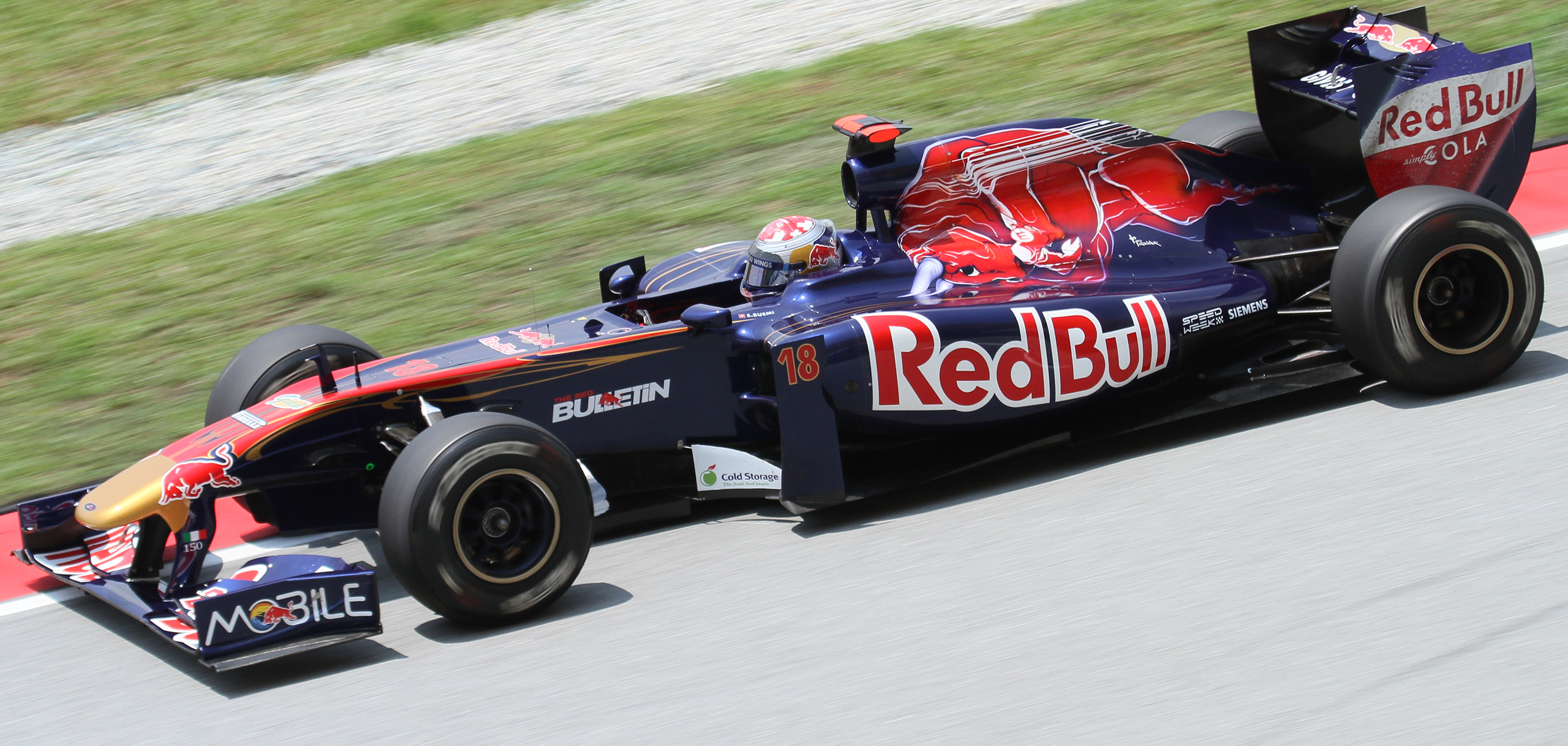
Sébastien Buemi al Gran Premio della Malesia 2011.

Per la stagione 2011 la nuova STR6 è guidata dagli stessi piloti dell'anno prima. Il ruolo di collaudatore e terzo pilota sarà di Daniel Ricciardo, che prende parte alle prove libere del venerdì.
L'anno inizia molto bene, con il pilota svizzero Sébastien Buemi che ottiene nel gran premio dell'Australia un ottimo ottavo posto dopo la partenza in decima posizione.
Lo stesso Buemi arriva di nuovo in zona punti nel gran premio di Monaco.
In Canada, nel gran premio successivo tutti e due i piloti Toro rosso arrivano a punti classificandosi decimo Buemi e ottavo Alguersuari, che si conferma due settimane dopo in Gran Bretagna.
Nel Gran Premio del Belgio Jaime Alguersuari parte sesto dopo un'ottima qualifica ma, alla prima curva, è speronato da Bruno Senna; anche Buemi è costretto al ritiro.
Nel Gran Premio d'Italia entrambi i piloti vanno a punti (Jaime Alguersuari settimo e Sébastien Buemi decimo) dopo aver approfittato di un incidente alla prima curva.
Uno scenario simile si ha in Corea: settimo Alguersuari e nono Buemi.
Nella prima gara dell'India entrambe le Toro Rosso si qualificano nella Q3, ma solo Jaime Alguersuari riesce a concludere la gara, al settimo posto.
Dopo quest'ottimo risultato la Toro Rosso si trova a 41 punti (28 in più rispetto allo scorso anno), insieme alla Sauber e a 10 punti dalla Force India. Questo vale l'8º posto per la scuderia.
Il 14 dicembre la Toro Rosso licenzia i due piloti e li sostituisce con Jean-Éric Vergne e il collaudatore Ricciardo.

##### 2012

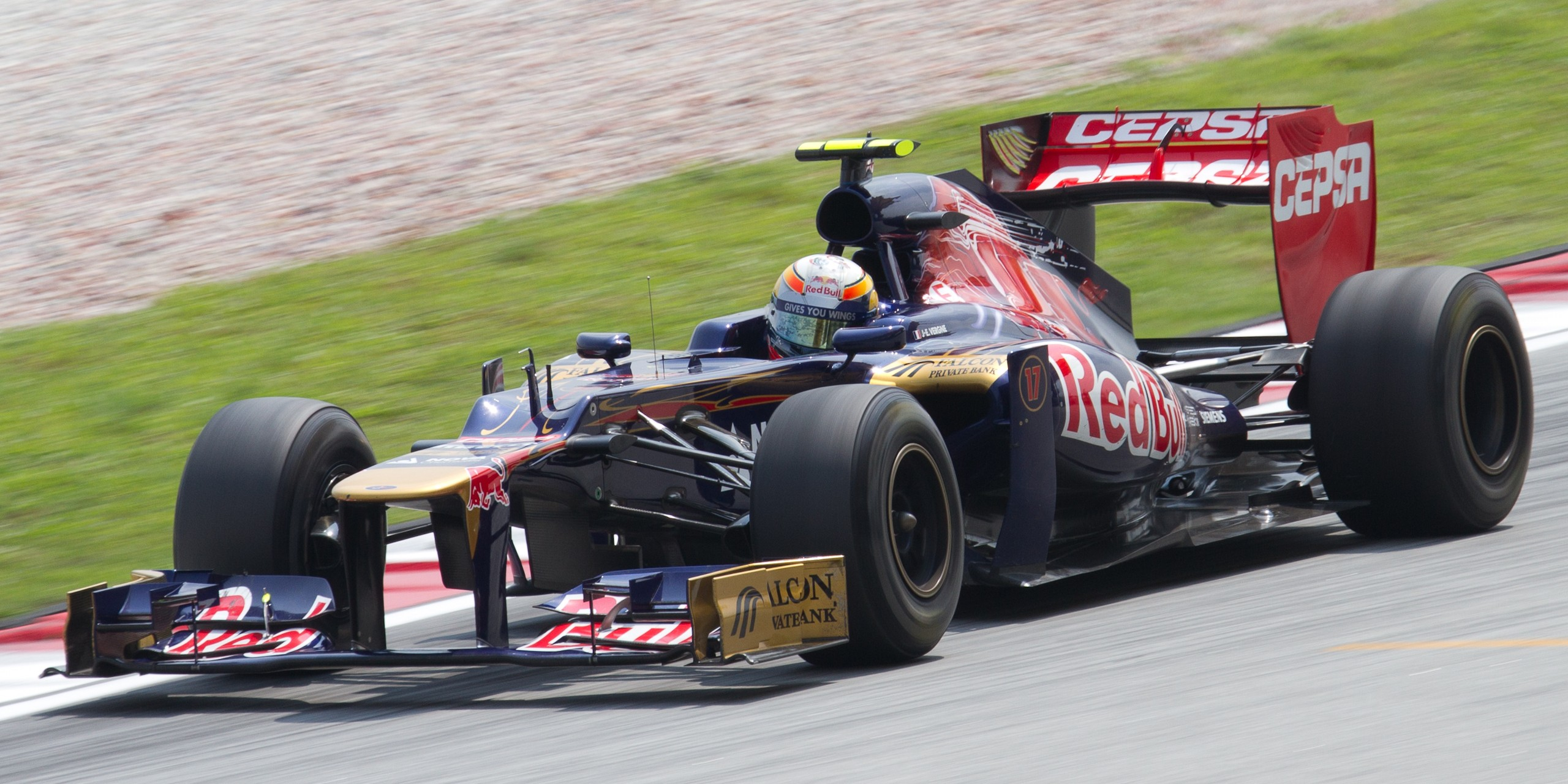
Vergne al Gran Premio della Malesia 2012. Il debuttante ha esordito bene facendo più punti del suo compagno di squadra.

Il 2012 inizia bene con Ricciardo e Vergne che arrivano a punti rispettivamente in Australia e in Malesia. Poi però seguono vari piazzamenti fuori dalla zona punti e nelle prime 5 gare nessuno dei 2 piloti riesce a superare la Q2. A Monte Carlo, Vergne sfiora il risultato a punti. Era infatti settimo fino a pochi giri, quando la squadra lo richiama ai box per un cambio di strategia, che si rivelerà poi errato.
Dopo tante gare deludenti nel Gran Premio del Belgio sia Vergne che Ricciardo vanno a punti arrivando rispettivamente 8º e 9º. A Singapore Ricciardo riesce a portare a casa 2 punti riuscendo a precedere il connazionale Mark Webber. In Giappone Ricciardo è ancora a punti con un buon decimo posto mentre in Corea sia Ricciardo che Vergne giungono a punti con il francese che precede l'australiano. Ricciardo guadagna il decimo posto ad Abu Dhabi, mentre ad Austin Vergne è costretto al ritiro per la rottura della sospensione anteriore destra durante la lotta con la Mercedes di Nico Rosberg. Il mondiale termina in Brasile dove, con i 4 punti di Vergne per il suo ottavo posto, la scuderia totalizza 26 punti raggiungendo il nono posto nella classifica costruttori, ottenendo come miglior piazzamento degli ottavi posti in Malesia, Belgio, Corea e in Brasile, conquistati tutti da Vergne che in classifica piloti termina il campionato al 17º posto con 16 punti, precedendo Ricciardo che di punti ne totalizza 10.

##### 2013
La stagione 2013, che vede la conferma dei piloti Jean-Éric Vergne e Daniel Ricciardo, comincia con i primi punti nella seconda gara in Malesia, con Vergne che termina decimo, mentre in Cina Daniel Ricciardo conclude settimo, dopo essersi qualificato al medesimo posto, risultato che non veniva raggiunto dalla scuderia dal Gran Premio di Corea 2011. Ricciardo ritorna a punti nel Gran Premio di Spagna, ove termina decimo per 30 centesimi di secondo mentre Vergne giunge ottavo nella gara successiva a Monaco, dopo essere scattato dalla 10ª posizione, portando così una Toro Rosso in Q3. In Canada, entrambe le vetture entrano in Q3, cosa che non succedeva dal Gran Premio d'India 2011. In gara, Vergne ottiene un ottimo sesto posto, mentre Ricciardo, partito dodicesimo per una penalità, termina in quindicesima posizione. Nel Gran Premio di Gran Bretagna Daniel Ricciardo, dopo essersi qualificato sesto, e poi successivamente partito quinto per merito della squalifica di Paul di Resta, finisce ottavo al traguardo ottenendo quattro punti. Il pilota australiano eguaglia il suo miglior risultato stagionale nel Gran Premio d'Italia, giungendo al settimo posto. Il team chiude la stagione all'ottavo posto in classifica costruttori con 33 punti.

#### Il passaggio ai motori Renault

##### 2014
Nel 2014 dopo 7 stagioni consecutive viene interrotta la fornitura dei motori Ferrari, passando ai motori Renault. La line-up dei piloti vede la conferma di Jean-Éric Vergne e l'intromissione di Daniil Kvjat, che ha preso il posto di Daniel Ricciardo passato ai cugini della Red Bull. La stagione inizia nel migliore dei modi, già al Gran Premio d'Australia arrivano i primi punti iridati grazie all'ottavo posto del francese Vergne e al nono posto del russo Kvjat.
I punti continuano ad accumularsi grazie a due decimi posti di Daniil Kvjat, in Malesia e Cina. Vergne torna a punti in Canada con un ottimo ottavo posto. Nel Gran Premio di Gran Bretagna entrambe le monoposto della scuderia tagliano il traguardo in zona punti, nono Kvjat e decimo Vergne. Nel Gran Premio d'Ungheria Vergne giunge nono, mentre in Belgio è Kvjat a chiudere in nona posizione. La stagione prosegue con delle ottime prestazioni di Vergne, che conquista punti con il sesto posto a Singapore, miglior risultato stagionale della squadra, il nono posto a Suzuka e il decimo posto ad Austin. La squadra termina il campionato al settimo posto nei costruttori con 30 punti.

##### 2015

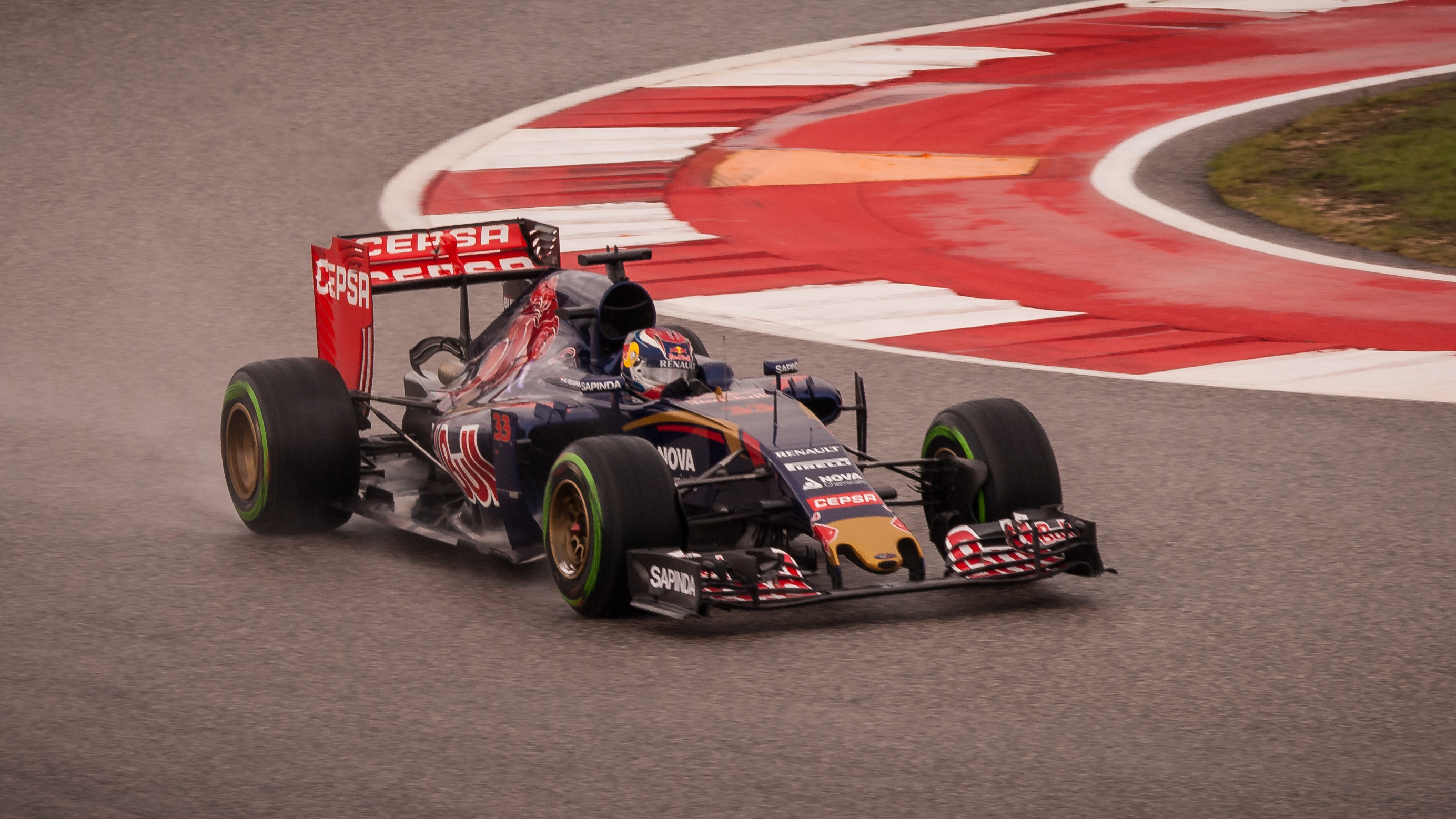
Max Verstappen al Gran Premio degli Stati Uniti 2015.

Nel 2015 la scuderia rivoluziona la coppia di piloti: l'olandese Max Verstappen prende il posto di Daniil Kvjat, passato ai cugini della Red Bull, e Carlos Sainz Jr. quello di Jean-Éric Vergne. In Australia lo spagnolo giunge nono. In Malesia Verstappen è settimo seguito dal compagno. Sainz è nono in Spagna e decimo a Monaco, mentre Verstappen giunge ottavo in Austria. In Ungheria Verstappen è quarto, successivamente ottavo in Belgio. A Singapore Verstappen e Sainz giungono in ottava e nona posizione, mentre in Giappone Verstappen è nono seguito a ruota dal compagno. Negli Stati Uniti Verstappen è autore di un'altra grande prova, giungendo di nuovo quarto, mentre Sainz ottiene il suo miglior risultato stagionale, finendo settimo. La stagione si conclude con 67 punti che valgono il settimo posto tra i costruttori.

#### Ritorno dei motori Ferrari

##### 2016
Nel 2016 dopo solo 2 stagioni con Renault tornano ad essere montati motori Ferrari. La scuderia ripresenta inizialmente gli stessi piloti della precedente stagione, fino a quando, il 5 maggio, la proprietà delibera il passaggio di Verstappen in Red Bull e il ritorno di Daniil Kvjat sulla Toro Rosso. La stagione viene aperta con il nono posto di Sainz e il decimo di Verstappen in Australia. Il pilota olandese si conferma a punti in Bahrein, dove giunge in sesta posizione, e in Cina, ottavo, gara in cui anche il compagno Sainz è in zona punti, nono. In Spagna Sainz conquista un sesto posto mentre Kvjat è decimo; il pilota russo coglie nell'occasione anche il primo giro veloce nella storia della scuderia. Altri punti arrivano a Monaco, in Canada, Austria e Ungheria, con Sainz rispettivamente ottavo, nono, ottavo e ottavo, e in Gran Bretagna con Sainz ottavo e Kvjat decimo. Dopo tre gare senza punti, nel Gran Premio di Singapore arriva il nono posto di Kvjat, dopo un brillante settimo posto in qualifica, mentre Sainz giunge quattordicesimo dopo essersi qualificato sesto. Altre due gare senza punti e nel Gran Premio degli Stati Uniti Sainz ottiene un brillante sesto posto, mentre Kvjat giunge undicesimo. E dopo un'altra corsa negativa Sainz "bissa" il risultato degli Stati Uniti nel Gran Premio del Brasile, conquistando un grande sesto posto dopo essere stato addirittura quarto in un frangente della gara, mentre Kvjat chiude tredicesimo. Nell'ultimo appuntamento stagionale, il Gran Premio di Abu Dhabi, avviene un doppio ritiro. L'annata, comunque positiva nonostante il calo nella seconda parte, si chiude col settimo posto nei costruttori con 63 punti.

#### Nuova parentesi con Renault

##### 2017

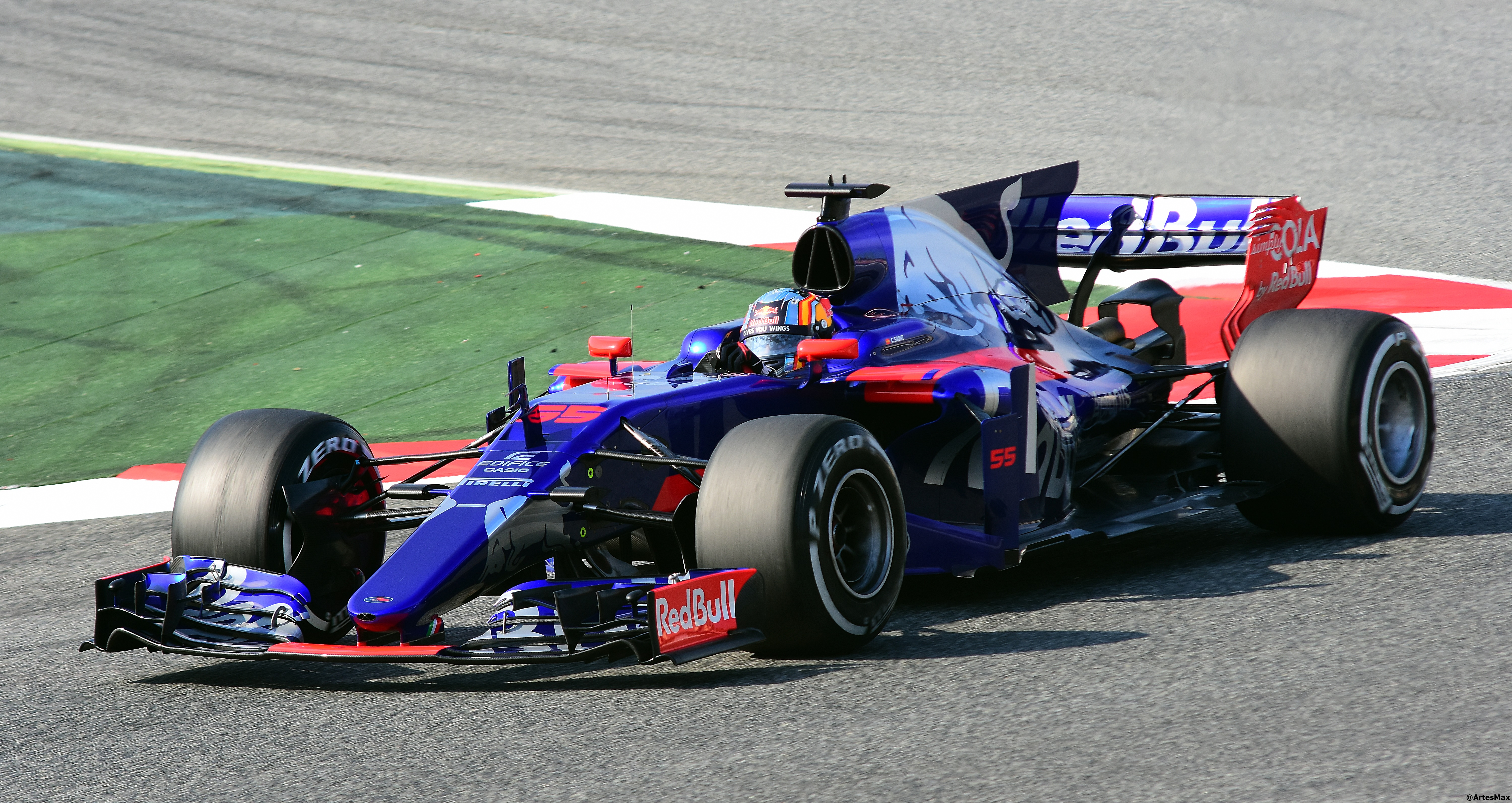
Carlos Sainz Jr. impegnato nei test di Montmeló nel 2017.

Nel 2017 si passa di nuovo ai motori Renault. Almeno inizialmente la scuderia faentina conferma gli stessi piloti dell'anno precedente. In particolar modo è lo spagnolo Sainz a portare punti con maggiore regolarità (miglior risultato il 4º posto nel Gran Premio di Singapore), ottenendone 48 dei 53 totali, mentre il russo Kvjat delude a tal punto da essere sostituito a partire dal Gran Premio della Malesia con il giovane pilota francese Pierre Gasly. Nel frattempo anche Sainz viene avvicendato, in quanto viene deciso di anticipare il suo trasferimento alla Renault per le ultime 4 gare, inizialmente previsto per il 2018. Al suo posto viene ingaggiato il neozelandese Brendon Hartley. Tuttavia né Gasly né Hartley riusciranno ad ottenere punti nelle poche gare nelle quali saranno impegnati. Proprio questo aspetto contribuirà alla beffa finale, con il 6º posto nei costruttori mantenuto per quasi tutto l'anno (che avrebbe permesso alla scuderia di eguagliare il suo miglior risultato del 2008), che svanisce proprio nell'ultimo appuntamento stagionale ad Abu Dhabi, a favore della Renault. Viene quindi confermato per il quarto anno consecutivo il settimo posto, con 10 punti in meno rispetto al 2016.

#### Collaborazione con Honda

##### 2018
Dalla stagione 2018 i motori verranno forniti dalla Honda; per la prima volta nella sua storia la Toro Rosso avrà una fornitura di motori in esclusiva. Brendon Hartley e Pierre Gasly vengono confermati come piloti titolari. L'annata conferma la regressione degli ultimi anni, nonostante Gasly sia in grado di ottenere un prestigioso quarto posto nella seconda gara stagionale in Bahrein. È proprio il giovane pilota francese a portare il maggior quantitativo di punti, mentre il neozelandese Hartley riesce a concludere nei primi dieci solo tre volte.
Il 29 settembre viene annunciato il terzo ritorno di Daniil Kvjat in Toro Rosso a partire dal 2019, dopo un solo anno come collaudatore Ferrari, in sostituzione di Pierre Gasly che passerà alla Red Bull.
La stagione si chiude con un totale di 33 punti, ben 20 in meno rispetto al 2017, che vedono la scuderia italiana scivolare al nono e penultimo posto nei costruttori.
Il 26 novembre, all'indomani della chiusura della stagione, viene annunciato il nome del pilota che affiancherà Kvjat nel 2019: si tratta del giovane thailandese Alexander Albon, che prenderà il posto di Brendon Hartley, nuovo collaudatore della Ferrari.

##### 2019

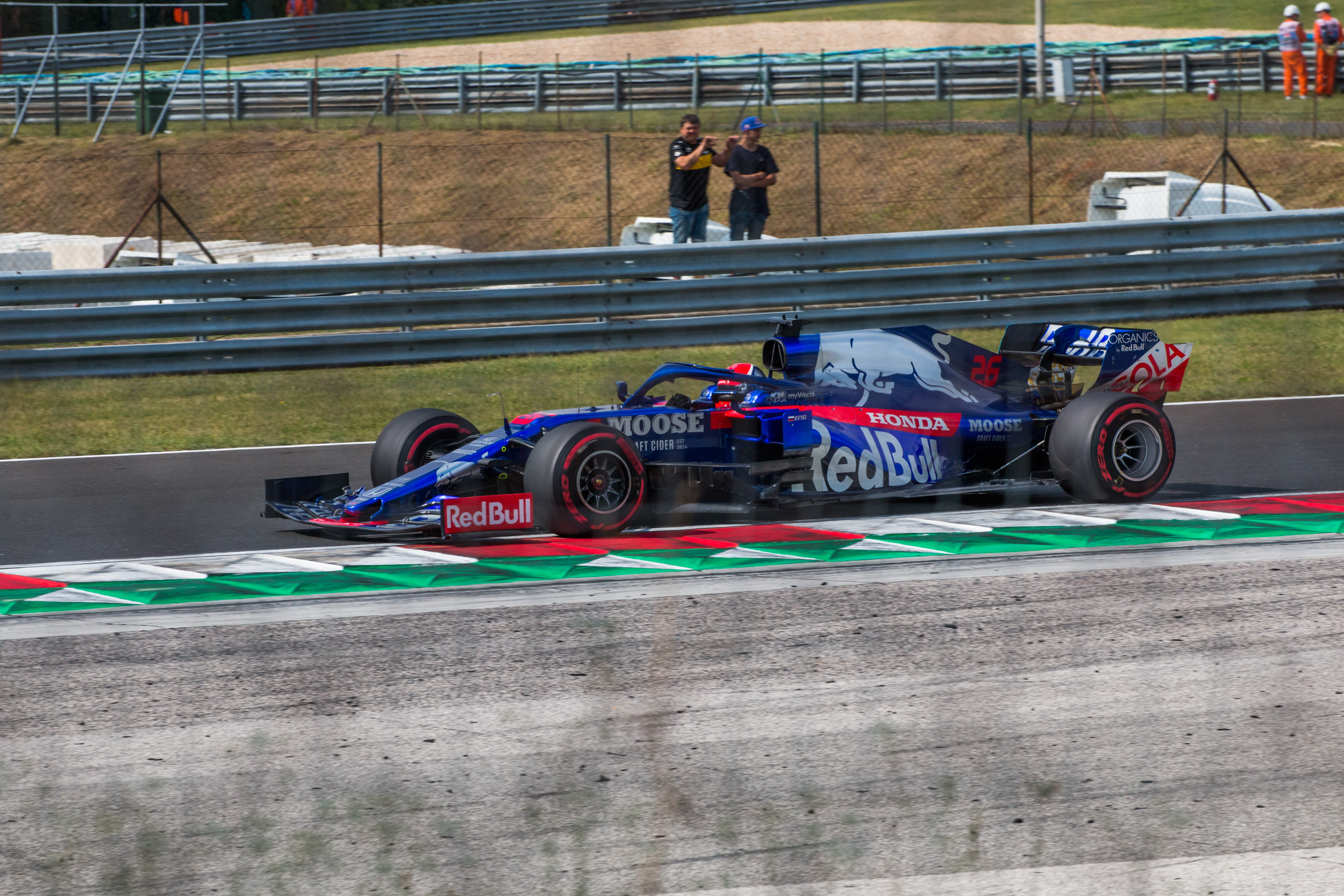
Daniil Kvjat impegnato nelle qualifiche del Gran Premio d'Ungheria 2019.

Nel 2019 la scuderia italiana dopo le prime dodici gare riesce a fare meglio rispetto all'intero 2018, soprattutto grazie all'inaspettata prestazione del Gran Premio di Germania, dove Kvjat riesce nell'impresa di conquistare il secondo podio della scuderia dalla vittoria di Vettel nel 2008, giungendo terzo dopo essere stato anche secondo nel corso della gara.
Durante la pausa estiva viene annunciato uno scambio di piloti tra Toro Rosso e Red Bull, a partire dal Gran Premio del Belgio, con Albon che passa alla scuderia austriaca mentre Gasly fa ritorno in quella italiana, fino al termine della stagione. Proprio il giovane pilota francese è protagonista del rocambolesco Gran Premio del Brasile, dove taglia il traguardo in seconda posizione con un vantaggio di soli 0"062 su Lewis Hamilton (che verrà poi penalizzato di 5 secondi), ottenendo così il secondo podio stagionale per la Toro Rosso.
Il bilancio finale della scuderia è di 85 punti, e vale la sesta posizione nella classifica costruttori, eguagliando così il miglior risultato della sua storia della stagione 2008 e ripetuto successivamente nel 2021.

### Il cambio di denominazione in AlphaTauri (2020-2023)
A ottobre 2019, viene annunciato che a partire dal 2020 il team prenderà il nome di Scuderia AlphaTauri, al fine di promuovere il marchio di moda fondato nel 2016 dalla Red Bull. Viene così abbandonata dopo 14 anni la denominazione Scuderia Toro Rosso. Il nome AlphaTauri deriva dalla nomenclatura di Bayer "α Tauri (Alfa Tauri)" di Aldebaran, stella che si trova nella costellazione del Toro ed ha un colore che tende al rosso (solitamente è considerata arancione): tutte caratteristiche che rendono omaggio al nome della società fondatrice.

#### Ancora motori Honda

##### 2020: la vittoria di Gasly a Monza

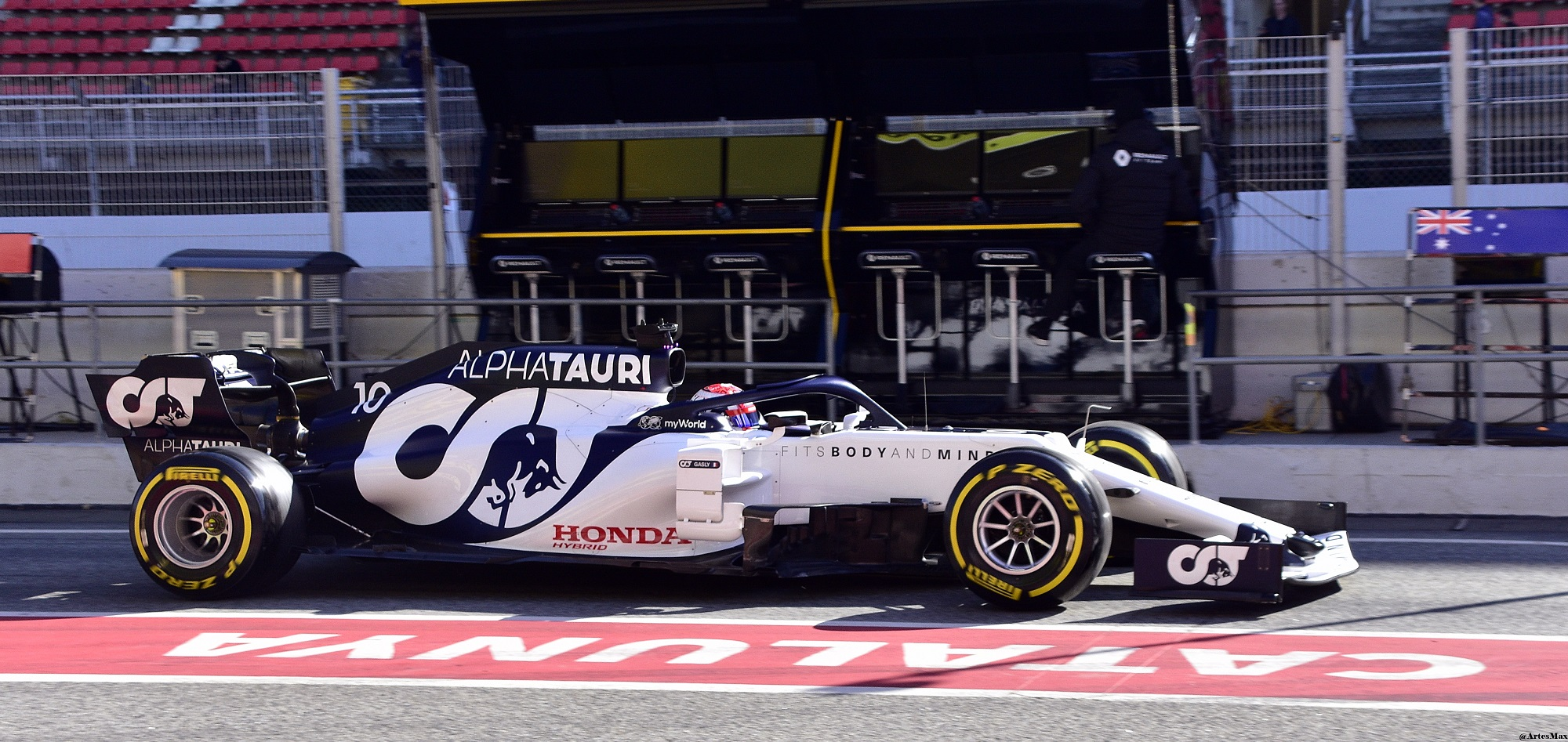
Pierre Gasly impegnato nei test di Montmeló nel 2020: il cambio di denominazione determina anche una modifica radicale della livrea sulla nuova AT01, che perde i colori blu elettrico e rosso in favore del bianco e del blu notte.

Per la stagione 2020 viene confermata la coppia di piloti Daniil Kvjat e Pierre Gasly, che aveva disputato le ultime 9 gare della stagione precedente. Al Gran Premio d'Italia la scuderia italiana torna alla vittoria con Pierre Gasly, la prima con la nuova denominazione, 12 anni dopo il primo successo di Sebastian Vettel sullo stesso circuito di Monza. Nel Gran Premio dell'Emilia-Romagna a Imola Pierre Gasly, partito dalla quarta posizione dopo delle ottime qualifiche, è costretto al ritiro al nono giro per un problema tecnico. Daniil Kvjat finirà la gara al quarto posto, miglior risultato stagionale del pilota russo, dopo una grande ripartenza in cui riesce a superare tre auto nello stesso giro, tra cui la Ferrari di Charles Leclerc. La stagione si chiude con un bottino migliore del 2019, 107 punti, ma nonostante ciò l'AlphaTauri arretra al settimo posto nel mondiale costruttori.

##### 2021
Per la stagione 2021 la scuderia di Faenza conferma Pierre Gasly dopo le ottime prestazioni della stagione precedente. Al posto di
Daniil Kvjat, destinato a lasciare il team, viene ingaggiato il più giovane Yūki Tsunoda, reduce da un terzo posto nel Campionato FIA di Formula 2 2020. Il 2021 è l'ultimo anno di fornitura dei motori da parte della casa nipponica che si ritira dalla massima serie alla fine del campionato. Al Gran Premio d'Azerbaigian, Gasly ottiene il podio giungendo al terzo posto. Lo stesso pilota francese, al Gran Premio d'Ungheria, ottiene il secondo giro veloce nella storia della scuderia, il primo con la nuova denominazione. Altri ottimi piazzamenti tra i primi dieci nella seconda parte della stagione permettono al team di ottenere il record di punti, 142, e di eguagliare il miglior risultato nel mondiale costruttori giungendo al sesto posto, come nel 2008 e nel 2019.

#### Il passaggio ai motori Red Bull Powertrains

##### 2022

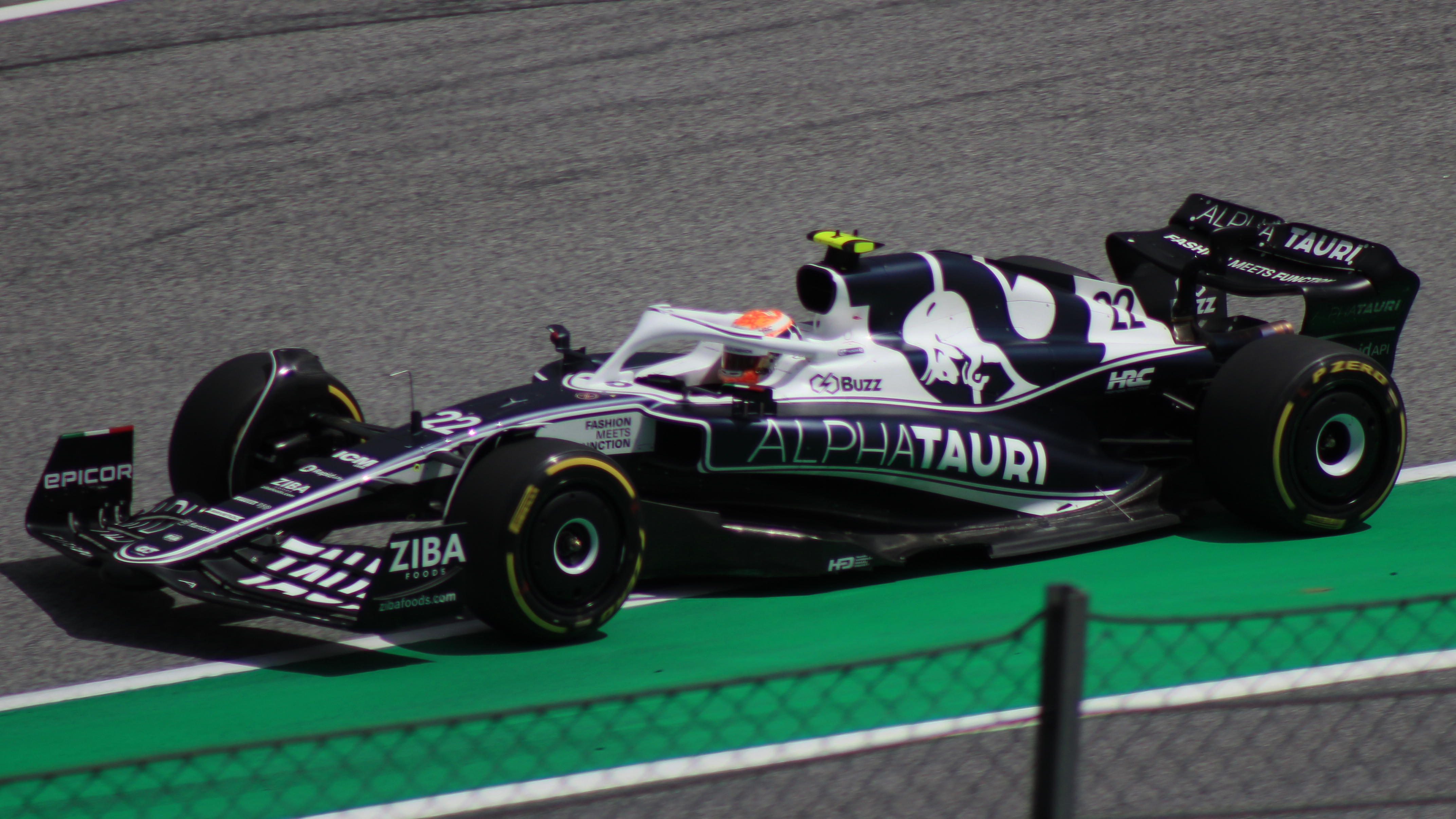
Tsunoda durante il Gran Premio d'Austria 2022.

Col ritiro di Honda dalla fornitura dei suoi motori, il 14 febbraio 2021 è stato votato dalla FIA e da tutta la dirigenza della Formula 1 il congelamento dei motori a partire dal 2022 fino al 2025, portando a compimento l'accordo tra la Red Bull e il suo motorista di utilizzare i motori Honda anche dopo il ritiro, assorbendone la proprietà intellettuale, che darà entro il 2025 la possibilità alla Red Bull di essere autosufficiente. La Red Bull crea così la divisione Red Bull Powertrains ed entra a tutti gli effetti come motorista dal 2022, fornendo i motori anche all'AlphaTauri, sotto l'acronimo RBPT. La line-up dei piloti rimane invariata, con Pierre Gasly affiancato dal confermato Yūki Tsunoda. Dopo le precedenti tre stagioni molto positive, il team italiano accusa un calo molto evidente, e i due piloti solo raramente riescono ad arrivare tra i primi dieci: il miglior risultato è il quinto posto di Gasly nel Gran Premio d'Azerbaigian. Questo comporta un bilancio finale piuttosto deficitario, con soli 35 punti totalizzati, che vedono l'AlphaTauri scivolare al nono posto nel mondiale costruttori.

##### 2023
La stagione 2023 vede un cambio nella line-up dei piloti: Pierre Gasly lascia la scuderia per trasferirsi all'Alpine, venendo sostituito da Nyck de Vries, terzo pilota della Williams già protagonista nel 2022 di una gara al posto di Alexander Albon, al fianco del confermato Yūki Tsunoda. Come per la Red Bull, anche l'AlphaTauri vede da quest'anno i suoi motori ribattezzati Honda RBPT. L'avvio di stagione è difficile e la nuova vettura, la AT04, non migliora le prestazioni del modello precedente. Nelle prime 10 gare vengono colti solo due punti, entrambi da Tsunoda con due decimi posti.
L'11 luglio, dopo il Gran Premio di Gran Bretagna, viene annunciato il licenziamento di De Vries, sostituito da Daniel Ricciardo a partire dal Gran Premio d'Ungheria. Per il pilota australiano si tratta di un ritorno, avendo già corso con la scuderia dal 2012 al 2013 (quando ancora si chiamava Toro Rosso).
Nell'ultimo appuntamento prima della pausa estiva in Belgio arriva il terzo punto stagionale, sempre per opera di un decimo posto di Tsunoda. Nel corso delle prove libere del Gran Premio d'Olanda, Ricciardo è vittima di un incidente nel quale riporta la frattura del polso sinistro, che gli impedisce di portare a termine il resto del weekend. A partire dalle qualifiche viene sostituito dal giovane collaudatore neozelandese Liam Lawson, che visto il prolungarsi dell'infortunio guida l'AlphaTauri per un totale di 5 gare, fino al Gran Premio del Qatar, riuscendo anche a concludere in zona punti a Singapore, giungendo nono al traguardo. Ricciardo riprende regolarmente il suo posto a partire dal Gran Premio degli Stati Uniti, in cui Tsunoda finisce di nuovo a punti chiudendo ottavo, e facendo segnare inoltre il giro più veloce della gara, il suo primo personale e il terzo nella storia della scuderia. Il pilota australiano la settimana successiva a Città del Messico è autore di un weekend molto positivo, nel quale ottiene il quarto posto in qualifica e i primi punti in campionato in gara, chiudendo in settima posizione. Il buon momento del team viene confermato anche una settimana dopo a San Paolo, dove il pilota giapponese ottiene il sesto posto nella Sprint e il nono posto nella gara della domenica. Lo stesso Tsunoda chiude in bellezza arrivando ottavo nel conclusivo Gran Premio di Abu Dhabi, dopo un brillante sesto posto in qualifica.
Grazie a una ritrovata competitività nell'ultima parte del campionato l'AlphaTauri, dopo aver occupato l'ultima posizione della classifica per quasi tutto l'anno, riesce a risalire all'ottavo posto nel mondiale costruttori con un totale di 25 punti.

### Il cambio di denominazione in Racing Bulls (2024-)
Dopo varie indiscrezioni nei mesi precedenti, il 24 gennaio 2024 viene annunciato il cambio di nome della società in Racing Bulls Spa, e del team in RB F1 Team. Il nuovo nome rafforza ulteriormente il rapporto di collaborazione con la scuderia madre Red Bull. Viene così abbandonata dopo soli quattro anni la denominazione Scuderia AlphaTauri. Contemporaneamente vengono annunciati anche i due title sponsor Visa e Cash App, che comportano la denominazione della squadra per la stagione 2024 in Visa Cash App RB F1 Team.

#### Di nuovo motori Red Bull Powertrains

##### 2024

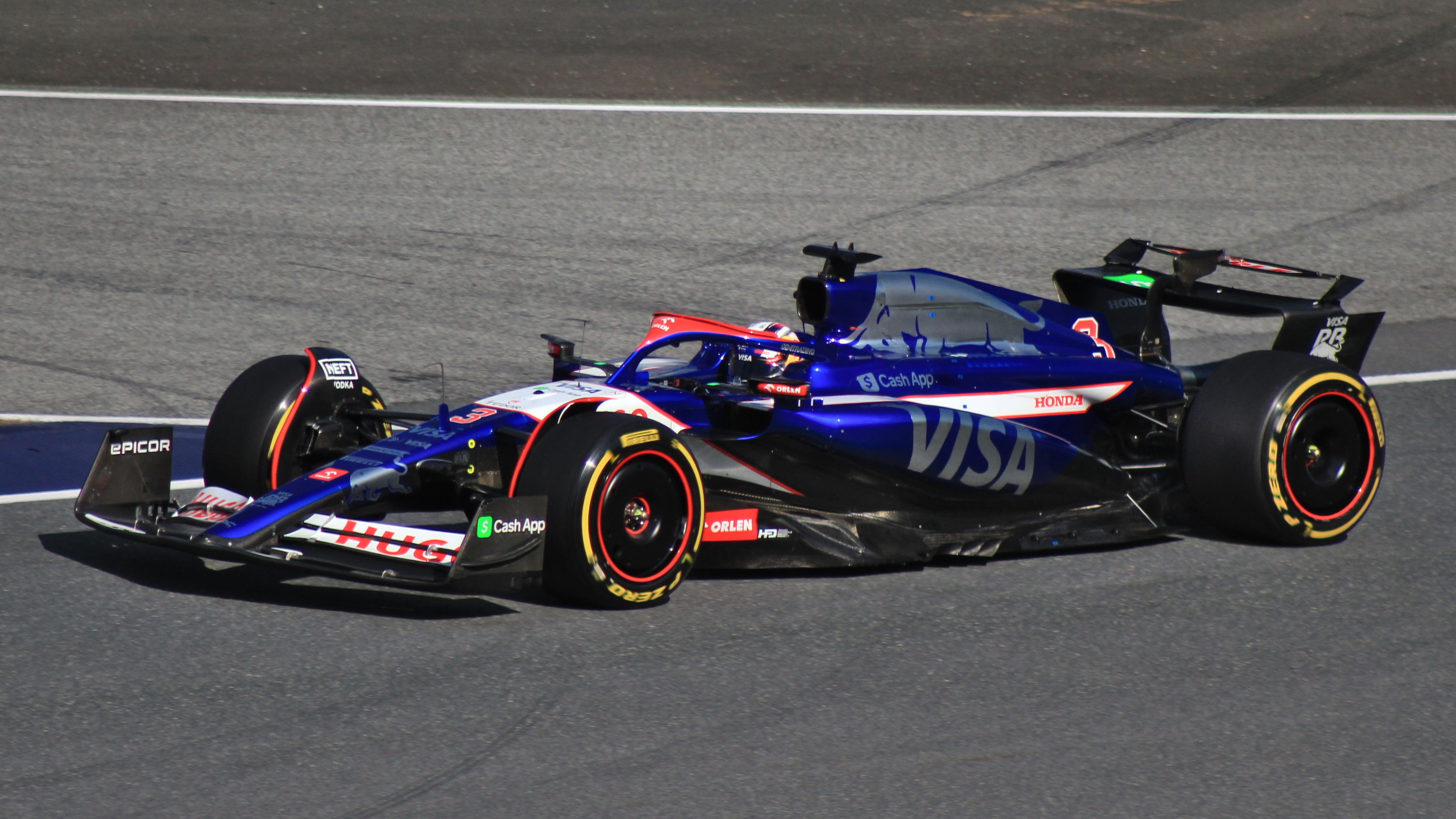
Daniel Ricciardo durante il Gran Premio d'Austria 2024: l'ulteriore cambio di denominazione comporta sulla nuova VCARB 01 una livrea dai colori simili al periodo Toro Rosso.

Nel 2024 il team italiano conferma la line-up di piloti della seconda parte della stagione precedente, ovvero Daniel Ricciardo e Yūki Tsunoda. Si verifica invece un importante cambio nella direzione della squadra: dopo 18 stagioni lo storico team principal austriaco Franz Tost abbandona il suo ruolo, venendo sostituito dal francese Laurent Mekies, proveniente dalla Ferrari. Il rendimento in campionato è soddisfacente, e nella prima metà del mondiale la scuderia riesce a totalizzare già più punti rispetto all'intero 2023, soprattutto con il giovane Tsunoda ma anche con l'esperto Ricciardo, in ripresa dopo un inizio difficoltoso. Ma nonostante ciò, a partire dal Gran Premio degli Stati Uniti e fino al termine della stagione, il giovane collaudatore neozelandese Liam Lawson, già protagonista di 5 gare con il team nel 2023 proprio a causa dell'infortunio di Ricciardo, prende di nuovo il posto del pilota australiano, che si congeda dalla RB firmando il giro più veloce nella sua ultima gara a Singapore, il quarto nella storia della scuderia. La seconda parte del campionato si rivela invece meno positiva, con pochi arrivi tra i primi dieci da parte dei piloti. Questo porta la RB a confermare l'ottava posizione dell'anno precedente, con un totale di 46 punti.

##### 2025
Nel mondiale 2025 si registra un cambio nella coppia dei piloti rispetto all'ultima parte della stagione precedente: il giovane francese Isack Hadjar, esordiente in Formula 1, prende il posto di Liam Lawson, trasferitosi alla Red Bull, mentre il giapponese Yūki Tsunoda viene confermato per il quinto anno consecutivo. Inoltre la squadra italiana da questo campionato cessa di utilizzare l'acronimo e diventa a tutti gli effetti Racing Bulls, venendo iscritta ai Gran Premi come Visa Cash App Racing Bulls F1 Team. L'inizio di stagione molto complicato di Lawson in Red Bull porta però il team austriaco a sostituirlo dopo sole due gare con Tsunoda, promosso in seno alla scuderia madre, mentre il neozelandese compie il percorso inverso e torna alla squadra faentina.
Il 9 luglio, a seguito della promozione di Laurent Mekies in Red Bull, si ha un cambio nella gestione della scuderia con Alan Permane come nuovo team principal.
La prima parte di campionato del team è molto soddisfacente, totalizzando praticamente lo stesso numero di punti dell'intero 2024, grazie al rendimento ottimo sia del rookie Hadjar che da parte di Lawson, apparso rinvigorito dal ritorno in Racing Bulls.

## Gestione Sportiva
- Piloti: Isack Hadjar, Yūki Tsunoda, Liam Lawson
- Team Principal: Alan Permane
- CEO: Peter Bayer
- Direttore tecnico: Jody Egginton
- Vicedirettore tecnico: Guillaume Cattelani
- Direttore reparto corse: carica vacante
- Team Manager: Marco Perrone
- Consulente: Helmut Marko
- Collaudatori: Ayumu Iwasa, Arvid Lindblad

## Statistiche

### Vittorie
| Anno | Vittoria |
| ---- | -------- |
| 2008 | Italia   |
| 2020 | Italia   |

### Podi
| Anno | Podio             |
| ---- | ----------------- |
| 2008 | Italia            |
| 2019 | Germania, Brasile |
| 2020 | Italia            |
| 2021 | Azerbaigian       |

### Pole position
| Anno | Pole position |
| ---- | ------------- |
| 2008 | Italia        |

### Giri veloci
| Anno | Giro veloce |
| ---- | ----------- |
| 2016 | Spagna      |
| 2021 | Ungheria    |
| 2023 | Stati Uniti |
| 2024 | Singapore   |

## Piloti
| Pilota             | Anni                       | Gran Premi | GP vinti | GP a podio | Pole position | Giri veloci | Punti |
| ------------------ | -------------------------- | ---------- | -------- | ---------- | ------------- | ----------- | ----- |
| Sebastian Vettel   | 2007-2008                  | 25         | 1        | 1          | 1             | 0           | 40    |
| Pierre Gasly       | 2017-2018, 2019-2022       | 96         | 1        | 3          | 0             | 1           | 269   |
| Daniil Kvjat       | 2014, 2016-2017, 2019-2020 | 89         | 0        | 1          | 0             | 1           | 86    |
| Yūki Tsunoda       | 2021-2025                  | 89         | 0        | 0          | 0             | 1           | 94    |
| Daniel Ricciardo   | 2012-2013, 2023-2024       | 64         | 0        | 0          | 0             | 1           | 48    |
| Jean-Éric Vergne   | 2012-2014                  | 58         | 0        | 0          | 0             | 0           | 51    |
| Carlos Sainz Jr.   | 2015-2017                  | 56         | 0        | 0          | 0             | 0           | 112   |
| Sébastien Buemi    | 2009-2011                  | 55         | 0        | 0          | 0             | 0           | 29    |
| Jaime Alguersuari  | 2009-2011                  | 46         | 0        | 0          | 0             | 0           | 31    |
| Vitantonio Liuzzi  | 2006-2007                  | 35         | 0        | 0          | 0             | 0           | 4     |
| Scott Speed        | 2006-2007                  | 28         | 0        | 0          | 0             | 0           | 0     |
| Sébastien Bourdais | 2008-2009                  | 27         | 0        | 0          | 0             | 0           | 6     |
| Brendon Hartley    | 2017-2018                  | 25         | 0        | 0          | 0             | 0           | 4     |
| Max Verstappen     | 2015-2016                  | 23         | 0        | 0          | 0             | 0           | 62    |
| Liam Lawson        | 2023, 2024, 2025-          | 23         | 0        | 0          | 0             | 0           | 26    |
| Isack Hadjar       | 2025-                      | 13         | 0        | 0          | 0             | 0           | 22    |
| Alexander Albon    | 2019                       | 12         | 0        | 0          | 0             | 0           | 16    |
| Nyck de Vries      | 2023                       | 10         | 0        | 0          | 0             | 0           | 0     |

## Risultati in Formula 1
| Anno | Vettura | Motore          | Gomme | Piloti |    |     |     |    |     |     |    |     |    |     |    |    |     |     |    |    |     |    |  |  |  |  |  |  | Punti | Pos. |
| ---- | ------- | --------------- | ----- | ------ | -- | --- | --- | -- | --- | --- | -- | --- | -- | --- | -- | -- | --- | --- | -- | -- | --- | -- |  |  |  |  |  |  | ----- | ---- |
| 2006 | STR1    | Cosworth TJ2006 | M     | Liuzzi | 11 | 11  | Rit | 14 | Rit | 15* | 10 | 13  | 13 | 8   | 13 | 10 | Rit | Rit | 14 | 10 | 14  | 13 |  |  |  |  |  |  | 1     | 9º   |
| 2006 | STR1    | Cosworth TJ2006 | M     | Speed  | 13 | Rit | 9   | 15 | 11  | Rit | 13 | Rit | 10 | Rit | 10 | 12 | 11  | 13  | 13 | 14 | 18* | 11 |  |  |  |  |  |  | 1     | 9º   |

| Anno | Vettura | Motore      | Gomme | Piloti |     |    |     |     |     |     |     |     |     |     |     |    |    |     |     |   |     |  |  |  |  |  |  |  | Punti | Pos. |
| ---- | ------- | ----------- | ----- | ------ | --- | -- | --- | --- | --- | --- | --- | --- | --- | --- | --- | -- | -- | --- | --- | - | --- |  |  |  |  |  |  |  | ----- | ---- |
| 2007 | STR2    | Ferrari 056 | B     | Liuzzi | 14  | 17 | Rit | Rit | Rit | Rit | 17* | Rit | 16* | Rit | Rit | 15 | 17 | 12  | 9   | 6 | 13  |  |  |  |  |  |  |  | 8     | 7º   |
| 2007 | STR2    | Ferrari 056 | B     | Speed  | Rit | 14 | Rit | Rit | 9   | Rit | 13  | Rit | Rit | Rit |     |    |    |     |     |   |     |  |  |  |  |  |  |  | 8     | 7º   |
| 2007 | STR2    | Ferrari 056 | B     | Vettel |     |    |     |     |     |     |     |     |     |     | 16  | 19 | 18 | Rit | Rit | 4 | Rit |  |  |  |  |  |  |  | 8     | 7º   |

| Anno | Vettura    | Motore      | Gomme | Piloti   |     |     |     |     |     |     |    |    |     |    |     |    |   |    |    |    |    |    |  |  |  |  |  |  | Punti | Pos. |
| ---- | ---------- | ----------- | ----- | -------- | --- | --- | --- | --- | --- | --- | -- | -- | --- | -- | --- | -- | - | -- | -- | -- | -- | -- |  |  |  |  |  |  | ----- | ---- |
| 2008 | STR2B STR3 | Ferrari 056 | B     | Bourdais | 7*  | Rit | 15  | Rit | Rit | Rit | 13 | 17 | 11  | 12 | 18  | 10 | 7 | 18 | 12 | 10 | 13 | 14 |  |  |  |  |  |  | 39    | 6º   |
| 2008 | STR2B STR3 | Ferrari 056 | B     | Vettel   | Rit | Rit | Rit | Rit | 17  | 5   | 8  | 12 | Rit | 8  | Rit | 6  | 5 | 1  | 5  | 6  | 9  | 4  |  |  |  |  |  |  | 39    | 6º   |

| Anno | Vettura | Motore      | Gomme | Piloti      |   |     |    |    |     |     |    |     |     |    |     |     |     |     |     |    |     |  |  |  |  |  |  |  | Punti | Pos. |
| ---- | ------- | ----------- | ----- | ----------- | - | --- | -- | -- | --- | --- | -- | --- | --- | -- | --- | --- | --- | --- | --- | -- | --- |  |  |  |  |  |  |  | ----- | ---- |
| 2009 | STR4    | Ferrari 056 | B     | Bourdais    | 8 | 10  | 11 | 13 | Rit | 8   | 18 | Rit | Rit |    |     |     |     |     |     |    |     |  |  |  |  |  |  |  | 8     | 10º  |
| 2009 | STR4    | Ferrari 056 | B     | Alguersuari |   |     |    |    |     |     |    |     |     | 15 | 16  | Rit | Rit | Rit | Rit | 14 | Rit |  |  |  |  |  |  |  | 8     | 10º  |
| 2009 | STR4    | Ferrari 056 | B     | Buemi       | 7 | 16* | 8  | 17 | Rit | Rit | 15 | 18  | 16  | 16 | Rit | 12  | 13* | Rit | Rit | 7  | 8   |  |  |  |  |  |  |  | 8     | 10º  |

| Anno | Vettura | Motore      | Gomme | Piloti      |     |     |    |     |     |    |    |    |    |     |     |     |    |    |    |    |     |    |    |  |  |  |  |  | Punti | Pos. |
| ---- | ------- | ----------- | ----- | ----------- | --- | --- | -- | --- | --- | -- | -- | -- | -- | --- | --- | --- | -- | -- | -- | -- | --- | -- | -- |  |  |  |  |  | ----- | ---- |
| 2010 | STR5    | Ferrari 056 | B     | Buemi       | 16* | Rit | 11 | Rit | Rit | 10 | 16 | 8  | 9  | 12  | Rit | 12  | 12 | 11 | 14 | 10 | Rit | 13 | 15 |  |  |  |  |  | 13    | 9º   |
| 2010 | STR5    | Ferrari 056 | B     | Alguersuari | 13  | 11  | 9  | 13  | 10  | 11 | 12 | 12 | 13 | Rit | 15  | Rit | 13 | 15 | 12 | 11 | 11  | 11 | 9  |  |  |  |  |  | 13    | 9º   |

| Anno | Vettura | Motore      | Gomme | Piloti      |    |    |     |    |    |     |    |    |     |    |    |     |    |     |     |   |     |     |    |  |  |  |  |  | Punti | Pos. |
| ---- | ------- | ----------- | ----- | ----------- | -- | -- | --- | -- | -- | --- | -- | -- | --- | -- | -- | --- | -- | --- | --- | - | --- | --- | -- |  |  |  |  |  | ----- | ---- |
| 2011 | STR6    | Ferrari 056 | P     | Buemi       | 8  | 13 | 14  | 9  | 14 | 10  | 10 | 13 | Rit | 15 | 8  | Rit | 10 | 12  | Rit | 9 | Rit | Rit | 12 |  |  |  |  |  | 41    | 8º   |
| 2011 | STR6    | Ferrari 056 | P     | Alguersuari | 11 | 14 | Rit | 16 | 16 | Rit | 8  | 8  | 10  | 12 | 10 | Rit | 7  | 21* | 15  | 7 | 8   | 15  | 11 |  |  |  |  |  | 41    | 8º   |

| Anno | Vettura | Motore      | Gomme | Piloti    |    |    |    |    |    |     |    |     |    |    |    |   |     |     |    |   |    |    |     |    |  |  |  |  | Punti | Pos. |
| ---- | ------- | ----------- | ----- | --------- | -- | -- | -- | -- | -- | --- | -- | --- | -- | -- | -- | - | --- | --- | -- | - | -- | -- | --- | -- |  |  |  |  | ----- | ---- |
| 2012 | STR7    | Ferrari 056 | P     | Ricciardo | 9  | 12 | 17 | 15 | 13 | Rit | 14 | 11  | 13 | 13 | 15 | 9 | 12  | 9   | 10 | 9 | 13 | 10 | 12  | 13 |  |  |  |  | 26    | 9º   |
| 2012 | STR7    | Ferrari 056 | P     | Vergne    | 11 | 8  | 16 | 14 | 12 | 12  | 15 | Rit | 14 | 14 | 16 | 8 | Rit | Rit | 13 | 8 | 15 | 12 | Rit | 8  |  |  |  |  | 26    | 9º   |

| Anno | Vettura | Motore      | Gomme | Piloti    |     |     |    |     |     |     |    |     |     |    |    |     |     |     |    |    |    |    |    |  |  |  |  |  | Punti | Pos. |
| ---- | ------- | ----------- | ----- | --------- | --- | --- | -- | --- | --- | --- | -- | --- | --- | -- | -- | --- | --- | --- | -- | -- | -- | -- | -- |  |  |  |  |  | ----- | ---- |
| 2013 | STR8    | Ferrari 056 | P     | Vergne    | 12  | 10  | 12 | Rit | Rit | 8   | 6  | Rit | Rit | 12 | 12 | Rit | 14  | 18* | 12 | 13 | 17 | 16 | 15 |  |  |  |  |  | 33    | 8º   |
| 2013 | STR8    | Ferrari 056 | P     | Ricciardo | Rit | 18* | 7  | 16  | 10  | Rit | 15 | 8   | 12  | 13 | 10 | 7   | Rit | 19* | 13 | 10 | 16 | 11 | 10 |  |  |  |  |  | 33    | 8º   |

| Anno | Vettura | Motore                 | Gomme | Piloti |   |     |     |    |     |     |     |     |    |     |    |    |    |    |    |    |    |    |     |  |  |  |  |  | Punti | Pos. |
| ---- | ------- | ---------------------- | ----- | ------ | - | --- | --- | -- | --- | --- | --- | --- | -- | --- | -- | -- | -- | -- | -- | -- | -- | -- | --- |  |  |  |  |  | ----- | ---- |
| 2014 | STR9    | Renault Energy F1 2014 | P     | Vergne | 8 | Rit | Rit | 12 | Rit | Rit | 8   | Rit | 10 | 13  | 9  | 11 | 13 | 6  | 9  | 13 | 10 | 13 | 12  |  |  |  |  |  | 30    | 7º   |
| 2014 | STR9    | Renault Energy F1 2014 | P     | Kvjat  | 9 | 10  | 11  | 10 | 14  | Rit | Rit | Rit | 9  | Rit | 14 | 9  | 11 | 14 | 11 | 14 | 15 | 11 | Rit |  |  |  |  |  | 30    | 7º   |

| Anno | Vettura | Motore                 | Gomme | Piloti     |     |   |     |     |    |     |    |     |     |     |     |    |   |    |     |   |    |     |    |  |  |  |  |  | Punti | Pos. |
| ---- | ------- | ---------------------- | ----- | ---------- | --- | - | --- | --- | -- | --- | -- | --- | --- | --- | --- | -- | - | -- | --- | - | -- | --- | -- |  |  |  |  |  | ----- | ---- |
| 2015 | STR10   | Renault Energy F1 2015 | P     | Verstappen | Rit | 7 | 17* | Rit | 11 | Rit | 15 | 8   | Rit | 4   | 8   | 12 | 8 | 9  | 10  | 4 | 9  | 9   | 16 |  |  |  |  |  | 67    | 7º   |
| 2015 | STR10   | Renault Energy F1 2015 | P     | Sainz Jr.  | 9   | 8 | 13  | Rit | 9  | 10  | 12 | Rit | Rit | Rit | Rit | 11 | 9 | 10 | Rit | 7 | 13 | Rit | 11 |  |  |  |  |  | 67    | 7º   |

| Anno | Vettura | Motore        | Gomme | Piloti     |    |     |   |     |    |     |    |     |     |    |    |    |     |     |    |    |    |    |    |    |     |  |  |  | Punti | Pos. |
| ---- | ------- | ------------- | ----- | ---------- | -- | --- | - | --- | -- | --- | -- | --- | --- | -- | -- | -- | --- | --- | -- | -- | -- | -- | -- | -- | --- |  |  |  | ----- | ---- |
| 2016 | STR11   | Ferrari 059/4 | P     | Verstappen | 10 | 6   | 8 | Rit |    |     |    |     |     |    |    |    |     |     |    |    |    |    |    |    |     |  |  |  | 63    | 7º   |
| 2016 | STR11   | Ferrari 059/4 | P     | Kvjat      |    |     |   |     | 10 | Rit | 12 | Rit | Rit | 10 | 16 | 15 | 14  | Rit | 9  | 14 | 13 | 11 | 18 | 13 | Rit |  |  |  | 63    | 7º   |
| 2016 | STR11   | Ferrari 059/4 | P     | Sainz Jr.  | 9  | Rit | 9 | 12  | 6  | 8   | 9  | Rit | 8   | 8  | 8  | 14 | Rit | 15  | 14 | 11 | 17 | 6  | 16 | 6  | Rit |  |  |  | 63    | 7º   |

| Anno | Vettura | Motore         | Gomme | Piloti    |   |     |     |    |   |     |     |     |     |     |    |    |    |     |     |     |    |     |     |    |  |  |  |  | Punti | Pos. |
| ---- | ------- | -------------- | ----- | --------- | - | --- | --- | -- | - | --- | --- | --- | --- | --- | -- | -- | -- | --- | --- | --- | -- | --- | --- | -- |  |  |  |  | ----- | ---- |
| 2017 | STR12   | Renault R.E.17 | P     | Kvjat     | 9 | Rit | 12  | 12 | 9 | 14* | Rit | Rit | 16  | 15  | 11 | 12 | 12 | Rit |     |     | 10 |     |     |    |  |  |  |  | 53    | 7º   |
| 2017 | STR12   | Renault R.E.17 | P     | Gasly     |   |     |     |    |   |     |     |     |     |     |    |    |    |     | 14  | 13  |    | 13  | 12  | 16 |  |  |  |  | 53    | 7º   |
| 2017 | STR12   | Renault R.E.17 | P     | Sainz Jr. | 8 | 7   | Rit | 10 | 7 | 6   | Rit | 8   | Rit | Rit | 7  | 10 | 14 | 4   | Rit | Rit |    |     |     |    |  |  |  |  | 53    | 7º   |
| 2017 | STR12   | Renault R.E.17 | P     | Hartley   |   |     |     |    |   |     |     |     |     |     |    |    |    |     |     |     | 13 | Rit | Rit | 15 |  |  |  |  | 53    | 7º   |

| Anno | Vettura | Motore       | Gomme | Piloti  |     |    |     |    |     |     |     |     |     |     |    |    |    |     |    |     |    |    |    |    |     |  |  |  | Punti | Pos. |
| ---- | ------- | ------------ | ----- | ------- | --- | -- | --- | -- | --- | --- | --- | --- | --- | --- | -- | -- | -- | --- | -- | --- | -- | -- | -- | -- | --- |  |  |  | ----- | ---- |
| 2018 | STR13   | Honda RA618H | P     | Hartley | 15  | 17 | 20* | 10 | 12  | 19* | Rit | 14  | Rit | Rit | 10 | 11 | 14 | Rit | 17 | Rit | 13 | 9  | 14 | 11 | 12  |  |  |  | 33    | 9º   |
| 2018 | STR13   | Honda RA618H | P     | Gasly   | Rit | 4  | 18  | 12 | Rit | 7   | 11  | Rit | 11  | 13  | 14 | 6  | 9  | 14  | 13 | Rit | 11 | 12 | 10 | 13 | Rit |  |  |  | 33    | 9º   |

| Anno | Vettura | Motore       | Gomme | Piloti |    |    |     |     |    |   |     |    |    |    |   |    |   |     |    |    |    |    |     |    |    |  |  |  | Punti | Pos. |
| ---- | ------- | ------------ | ----- | ------ | -- | -- | --- | --- | -- | - | --- | -- | -- | -- | - | -- | - | --- | -- | -- | -- | -- | --- | -- | -- |  |  |  | ----- | ---- |
| 2019 | STR14   | Honda RA619H | P     | Kvjat  | 10 | 12 | Rit | Rit | 9  | 7 | 10  | 14 | 17 | 9  | 3 | 15 | 7 | Rit | 15 | 12 | 10 | 11 | 12  | 10 | 9  |  |  |  | 85    | 6º   |
| 2019 | STR14   | Honda RA619H | P     | Albon  | 14 | 9  | 10  | 11  | 11 | 8 | Rit | 15 | 15 | 12 | 6 | 10 |   |     |    |    |    |    |     |    |    |  |  |  | 85    | 6º   |
| 2019 | STR14   | Honda RA619H | P     | Gasly  |    |    |     |     |    |   |     |    |    |    |   |    | 9 | 11  | 8  | 14 | 7  | 9  | 16* | 2  | 18 |  |  |  | 85    | 6º   |

| Anno | Vettura | Motore       | Gomme | Piloti |     |    |     |     |    |    |    |   |     |   |    |    |     |    |    |    |    |  |  |  |  |  |  |  | Punti | Pos. |
| ---- | ------- | ------------ | ----- | ------ | --- | -- | --- | --- | -- | -- | -- | - | --- | - | -- | -- | --- | -- | -- | -- | -- |  |  |  |  |  |  |  | ----- | ---- |
| 2020 | AT01    | Honda RA620H | P     | Kvjat  | 12* | 10 | 12  | Rit | 10 | 12 | 11 | 9 | 7   | 8 | 15 | 19 | 4   | 12 | 11 | 7  | 11 |  |  |  |  |  |  |  | 107   | 7º   |
| 2020 | AT01    | Honda RA620H | P     | Gasly  | 7   | 15 | Rit | 7   | 11 | 9  | 8  | 1 | Rit | 9 | 6  | 5  | Rit | 13 | 6  | 11 | 8  |  |  |  |  |  |  |  | 107   | 7º   |

| Anno | Vettura | Motore       | Gomme | Piloti  |     |    |    |     |    |   |    |     |    |    |   |    |     |     |    |    |     |     |    |    |    |   |  |  | Punti | Pos. |
| ---- | ------- | ------------ | ----- | ------- | --- | -- | -- | --- | -- | - | -- | --- | -- | -- | - | -- | --- | --- | -- | -- | --- | --- | -- | -- | -- | - |  |  | ----- | ---- |
| 2021 | AT02    | Honda RA621H | P     | Tsunoda | 9   | 12 | 15 | Rit | 16 | 7 | 13 | 10  | 12 | 10 | 6 | 15 | Rit | NP  | 17 | 14 | 9   | Rit | 15 | 13 | 14 | 4 |  |  | 142   | 6º   |
| 2021 | AT02    | Honda RA621H | P     | Gasly   | 17* | 7  | 10 | 10  | 6  | 3 | 7  | Rit | 9  | 11 | 5 | 6  | 4   | Rit | 13 | 6  | Rit | 4   | 7  | 11 | 6  | 5 |  |  | 142   | 6º   |

| Anno | Vettura | Motore            | Gomme | Piloti  |     |    |    |    |     |    |    |    |     |     |    |     |    |    |     |    |     |    |    |     |    |    |  |  | Punti | Pos. |
| ---- | ------- | ----------------- | ----- | ------- | --- | -- | -- | -- | --- | -- | -- | -- | --- | --- | -- | --- | -- | -- | --- | -- | --- | -- | -- | --- | -- | -- |  |  | ----- | ---- |
| 2022 | AT03    | Red Bull RBPTH001 | P     | Gasly   | Rit | 8  | 9  | 12 | Rit | 13 | 11 | 5  | 14  | Rit | 15 | 12  | 12 | 9  | 11  | 8  | 10  | 18 | 14 | 11  | 14 | 14 |  |  | 35    | 9º   |
| 2022 | AT03    | Red Bull RBPTH001 | P     | Tsunoda | 8   | NP | 15 | 7  | 12  | 10 | 17 | 13 | Rit | 14  | 16 | Rit | 19 | 13 | Rit | 14 | Rit | 13 | 10 | Rit | 17 | 11 |  |  | 35    | 9º   |

| Anno | Vettura | Motore                  | Gomme | Piloti    |    |    |     |     |    |    |    |    |    |    |    |    |    |     |     |     |     |    |    |    |     |    |  |  | Punti | Pos. |
| ---- | ------- | ----------------------- | ----- | --------- | -- | -- | --- | --- | -- | -- | -- | -- | -- | -- | -- | -- | -- | --- | --- | --- | --- | -- | -- | -- | --- | -- |  |  | ----- | ---- |
| 2023 | AT04    | Honda Red Bull RBPTH001 | P     | De Vries  | 14 | 14 | 15* | Rit | 18 | 12 | 14 | 18 | 17 | 17 |    |    |    |     |     |     |     |    |    |    |     |    |  |  | 25    | 8º   |
| 2023 | AT04    | Honda Red Bull RBPTH001 | P     | Ricciardo |    |    |     |     |    |    |    |    |    |    | 13 | 16 | SP | INF | INF | INF | INF | 15 | 7  | 13 | 14  | 11 |  |  | 25    | 8º   |
| 2023 | AT04    | Honda Red Bull RBPTH001 | P     | Lawson    |    |    |     |     |    |    |    |    |    |    |    |    | 13 | 11  | 9   | 11  | 17  |    |    |    |     |    |  |  | 25    | 8º   |
| 2023 | AT04    | Honda Red Bull RBPTH001 | P     | Tsunoda   | 11 | 11 | 10  | 10  | 11 | 15 | 12 | 14 | 19 | 16 | 15 | 10 | 15 | NP  | Rit | 12  | 15  | 8  | 12 | 96 | 18* | 8  |  |  | 25    | 8º   |

| Anno | Vettura  | Motore                  | Gomme | Piloti    |    |    |    |     |     |     |    |    |    |    |    |    |    |    |    |     |     |    |    |     |   |    |    |     | Punti | Pos. |
| ---- | -------- | ----------------------- | ----- | --------- | -- | -- | -- | --- | --- | --- | -- | -- | -- | -- | -- | -- | -- | -- | -- | --- | --- | -- | -- | --- | - | -- | -- | --- | ----- | ---- |
| 2024 | VCARB 01 | Honda Red Bull RBPTH002 | P     | Ricciardo | 13 | 16 | 12 | Rit | Rit | 154 | 13 | 12 | 8  | 15 | 9  | 13 | 12 | 10 | 12 | 13  | 13  | 18 |    |     |   |    |    |     | 46    | 8º   |
| 2024 | VCARB 01 | Honda Red Bull RBPTH002 | P     | Lawson    |    |    |    |     |     |     |    |    |    |    |    |    |    |    |    |     |     |    | 9  | 16  | 9 | 16 | 14 | 17* | 46    | 8º   |
| 2024 | VCARB 01 | Honda Red Bull RBPTH002 | P     | Tsunoda   | 14 | 15 | 7  | 10  | Rit | 78  | 10 | 8  | 14 | 19 | 14 | 10 | 9  | 16 | 17 | Rit | Rit | 12 | 14 | Rit | 7 | 9  | 13 | 12  | 46    | 8º   |

| Anno | Vettura  | Motore                  | Gomme | Piloti  |    |     |    |    |    |     |    |   |    |     |    |     |     |    |  |  |  |  |  |  |  |  |  |  | Punti | Pos. |
| ---- | -------- | ----------------------- | ----- | ------- | -- | --- | -- | -- | -- | --- | -- | - | -- | --- | -- | --- | --- | -- |  |  |  |  |  |  |  |  |  |  | ----- | ---- |
| 2025 | VCARB 02 | Honda Red Bull RBPTH003 | P     | Hadjar  | NP | 11  | 8  | 13 | 10 | 11  | 9  | 6 | 7  | 16  | 12 | Rit | 208 | 11 |  |  |  |  |  |  |  |  |  |  | 45    |      |
| 2025 | VCARB 02 | Honda Red Bull RBPTH003 | P     | Tsunoda | 12 | 166 |    |    |    |     |    |   |    |     |    |     |     |    |  |  |  |  |  |  |  |  |  |  | 45    |      |
| 2025 | VCARB 02 | Honda Red Bull RBPTH003 | P     | Lawson  |    |     | 17 | 16 | 12 | Rit | 14 | 8 | 11 | Rit | 6  | Rit | 8   | 8  |  |  |  |  |  |  |  |  |  |  | 45    |      |

| Legenda | 1º posto     | 2º posto | 3º posto    | A punti         | Senza punti/Non class.  | Grassetto – Pole position Corsivo – Giro più veloce Apice – Risultato Sprint (A punti) |
| Legenda | Squalificato | Ritirato | Non partito | Non qualificato | Solo prove/Terzo pilota | Grassetto – Pole position Corsivo – Giro più veloce Apice – Risultato Sprint (A punti) |

* – Indica il pilota ritirato ma ugualmente classificato avendo coperto, come previsto dal regolamento, almeno il 90% della distanza di gara.

## Loghi

Il logo della Scuderia Toro Rosso usato dal 2006 al 2019
Il logo della Scuderia AlphaTauri usato dal 2020 al 2023
Il composit logo di Visa Cash App RB Formula One Team in uso dal 2024